# 竹林紀雄
竹林 紀雄（たけばやし のりお、1958年2月12日 - ）は、日本のテレビ演出家、TVプロデューサー、放送作家。特に、ドキュメンタリーの構成・演出に定評がある。文教大学情報学部メディア表現学科長・教授、文教大学大学院情報学研究科教授、文化庁芸術祭執行委員、日本映画監督協会理事、湘南総合研究所所長。

## プロフィール
福岡県小倉市（現・北九州市小倉北区）生まれ。大学入学のために上京した1979年春より、自主映画制作団体　『都会村』を設立・主宰し、8ミリ映画の制作を始める。1981年より2年間、イメージフォーラム付属映像研究所で、松本俊夫、金井勝、かわなかのぶひろ、鈴木志郎康、萩原朔美、松田政男、そして寺山修司などから、実験映画を中心にアートとしての映像表現を学ぶ。
1984年4月、日経映画社（1984年7月より「日経映像」に社名変更）に入社。テレビ大阪報道局、テレビ東京報道局、日本経済新聞社編集局映像企画部など日経グループ内の映像部門での勤務を経て、1994年6月以降は、日経映像制作本部に勤務した。
1986年3月（28歳）、ディレクターとなり、ドキュメンタリー番組を中心に報道番組、情報バラエティー番組等、様々なジャンルの番組を担当する。レギュラー番組そして特別番組を含めて450本以上（2017年末時点）に及ぶテレビ番組や映像作品を演出している。
30代は、プロ資格のダイバーであるという特技を生かし、海洋を舞台にしたドキュメンタリー番組の演出を数多く手がけている。「テレビ初取材」にこだわって番組を作り続け、なかでも伊豆諸島・御蔵島沖に生息する野生のバンドウイルカや沖縄・与那国島沖の海底遺跡を取材した番組は、国内だけでなく海外でも大きな反響を呼び、1990年代のイルカブームや超古代史ブームのきっかけとなった。
40代を迎えようとする頃から「人の生きざま」を描くことに軸足を移している。最重度の障害者の父母、そして2人の子供たちの4人家族の暮らしを半年間にわたって撮り続けた『ドキュメンタリー人間劇場・母ちゃんになりたい～脳性マヒみゆき・生きて愛して～』（1999年12月1日放送／テレビ東京／ナレーション・桃井かおり）以降は、ヒューマンドキュメンタリーを中心に番組を作り続けている。
2001年、東京造形大学非常勤講師（映像芸術）。2007年3月末、主席プロデューサーを務めていた日経映像を退社しフリーランスとなる。
2007年4月、文教大学情報学部に着任、現在に至る。
最近は、『ザ・ノンフィクション』（フジテレビ）等、ドキュメンタリー番組の演出やプロデュースを行う一方で、FNSドキュメンタリー大賞、山形国際ドキュメンタリー映画祭、文化庁芸術祭などの審査をつとめることも多い。

## 所属団体
- 日本映画監督協会
- 日本アカデミー賞協会
- 放送批評懇談会

## 所属学会
- 日本映像学会
- 日本アニメーション学会
- 日本マス・コミュニケーション学会
- 日本島嶼学会

## 主な演出作品
テレビ番組
※番組タイトル後のRはレギュラー番組、Sは特別番組（単発）
- 1986年3月～1988年9月『シンクタンク』R（科学情報番組、構成・演出、毎週土曜日7時30分～7時45分、テレビ愛知）
- 1988年6月『先進7ヵ国サミット カナダ・トロント』S（報道番組、90分、演出、テレビ東京）
- 1988年10月～1989年9月『ジャスト経済』R（報道番組、演出、毎週日曜日18時～18時30分、テレビ東京）
- 1988年12月『都会の不安・地方の不満1988』S 年末特番（報道番組、90分、演出、テレビ東京）
- 1989年1月『都会の不安・地方の不満1989』S 正月特番（報道番組、90分、演出、テレビ東京）
- 1990年9月放送『スーパーエアポートII』S 期末特番（情報バラエティー番組、90分、演出、テレビ東京）
- 1991年10月～1994年6月『ニュースTHIS EVENING 日曜特集』』R（報道番組、演出、毎週日曜日18時～18時30分、テレビ東京）
- 1994年7月～1996年3月『おしゃべりゴルフ倶楽部』R（バラエティー番組、構成・演出、毎週土曜日11時～11時30分、テレビ東京）
- 1994年10月～1996年3月『ふるさと新発見　町おこし村おこし』R（旅番組、演出、毎週日曜日9時30分～10時、テレビ大阪）
- 1995年11月『夢の車が世界を変える』S（報道番組、60分、構成・演出、テレビ東京）
- 1999年12月1日放送『ドキュメンタリー人間劇場・母ちゃんになりたい～脳性マヒみゆき・生きて愛して～』R（ドキュメンタリー番組、60分、演出・プロデューサー、テレビ東京/ナレーション・桃井かおり）
- 2001年10月6日放送『美の巨人たち　説教のあとの幻想 ゴーギャン』R（ドキュメンタリードラマ、30分、演出、テレビ東京）
- 2001年10月20日放送『美の巨人たち 横たわる女あるいはマノリータ パスキン』R（ドキュメンタリードラマ、30分、演出、テレビ東京）
- 2002年1月『テレビ人間発見 アートは遊園地～版画家・山本容子～』R（ドキュメンタリー番組、30分、演出、テレビ東京）
- 2002年4月『テレビ人間発見 世に定め人に芸～歌舞伎俳優・中村吉右衛門～』R（ドキュメンタリー番組、30分、演出、テレビ東京）
- 2002年6月『テレビ人間発見 母の国に暮らして～天竜寺南芳院住職・ヘンリ.ミトワ～』R（ドキュメンタリー番組、30分、演出、テレビ東京）
- 2002年9月『テレビ人間発見 負けられへん～ファッションデザイナー・コシノヒロコ～』R（ドキュメンタリー番組、30分、演出、テレビ東京）
- 2003年1月放送『テレビ人間発見　沖縄の心を伝えたい～りんけんバンドリーダー・照屋林賢～』R（ドキュメンタリー番組、30分、演出、テレビ東京）
- 2003年4月～2004年3月『ミッドライフTV』R（バラエティー番組、演出、毎週土曜日20時～21時、BSジャパン）
- 2005年10月～2007年3月『日経CNBC Express』R（報道番組、演出、プロデューサー、月～金曜日21時30分～22時15分、日経CNBC/日本経済新聞社）
- 2012年7月『相武紗季アース・ダイアログ ～世界遺産からのメッセージ～』第一集「天空の都市・マチュピチュの謎」S（ドキュメンタリー番組、120分、構成、BSジャパン）
- 2012年10月『相武紗季アース・ダイアログ ～世界遺産からのメッセージ～』第二集「世界最大の滝 イグアス」S（ドキュメンタリー番組、120分、構成、BSジャパン）
- 2016年3月『ザ・ノンフィクション・せいらの結婚』R（ドキュメンタリー番組、60分、演出、プロデューサー。フジテレビ）
- 2016年8月『ザ・ノンフィクション・夢を追う男、ついてゆく女』R（ドキュメンタリー番組、60分、演出、フジテレビ）
- 2017年2月『Direct Talk‐Sharing the delicious ramen bowl』（インタビュー番組、15分、構成、演出、NHK／取材対象者・力の源カンパニー社長 清宮俊之）※世界同時放送
- 2017年3月『Direct Talk‐Reviving a Theme Park』（インタビュー番組、15分、構成、演出、NHK／取材対象者・ハウステンボス社長、ＨＩＳ会長 澤田秀雄）※世界同時放送

アート映像作品
- 2014年7月2日〜7月6日公開『青澄ＡＳＵＭＩ』企画、構成、演出、撮影、編集、プロデューサーを担当。Japan Expoに出展※パリ・ノールヴイルパント展示会会場（Parc des Expositions de Paris-Nord-Villepinte93420 Villepinte, FRANC）で上映
- 2015年7月『活動寫眞Ｂ－１』、『活動寫眞Ｂ－２』企画、構成、演出、撮影、編集、プロデューサーを担当。。多摩美術大学共同研究「映像表現の源流を検証する」（研究代表者：萩原朔美:）の一環として制作。

VP
- 1996年6月『豊かな未来を築くために』（ビデオドラマ、25分、脚本・演出、総理府）
- 1996年11月『ビデオでみる超入門！銀行のディスクロージャー』（アニメドラマ、20分、脚本・演出、全国銀行協会連合会）
- 1997年1月『キハチ流超繁盛法　これが熊谷喜八の戦略調理だ!第1巻～第3巻』（VP、約30分×3、構成・演出、日経BP社）

展示映像
- 1996年12月『未来を拓くITS』（25分、脚本・演出・プロデューサー、VERTIS〔現・ITS JAPAN〕）
- 1990年代後半は、ITS世界大会、東京モーターショー等のイベントで公開された映像作品を演出、プロデュース

自主制作映画
- 1979年8月『炎』（8ミリ、劇映画、40分、脚本・監督・撮影）
- 1981年8月『ビーイング』（8ミリ、実験映画、7分、監督・撮影）
- 1982年2月『てり くもり』（8ミリ、実験映画、22分、監督・撮影）
- 1982年5月『凸デコ凹ボコ』（16ミリ、実験映画、5分、監督・撮影）
- 1982年7月『TRAIN』（8ミリ、実験映画、3分、監督・撮影）
- 1982年8月『空間概念』（8ミリ、実験映画、3分、監督・撮影）
- 1983年2月『オラリー』（16ミリ、実験映画、3分、監督・撮影）
- 1983年6月『タージマハールの鞠』（8ミリ、実験映画、3分、監督・撮影）

※年月は、放送、上映、発売時

## 著書
- 日本映画史叢書5 映画は世界を記録する～ドキュメンタリー再考～（共著、2006年9月刊）

## HP等
- 文教大学情報学部竹林紀雄研究室

## 関連人物
- かわなかのぶひろ
- 松本俊夫
- 金井勝
- 鈴木志郎康
- 萩原朔美
- 松田政男
- 寺山修司
- 望月六郎
- 大山慶
- 照屋林賢
- 秋吉久美子
- 崔洋一
- 根岸吉太郎
- 平山秀幸
- 佐々部清
- 井坂聡
- ジャン・ユンカーマン
- 西村喜廣
- 森岡利行
- しゅはまはるみ
- 篠崎光正
- 三上洋
- 天野裕充
- 内藤誠
- 水谷俊之
- 舞原賢三
- 足立正生
- 村山匡一郎
- あいはら友子